# Занскар

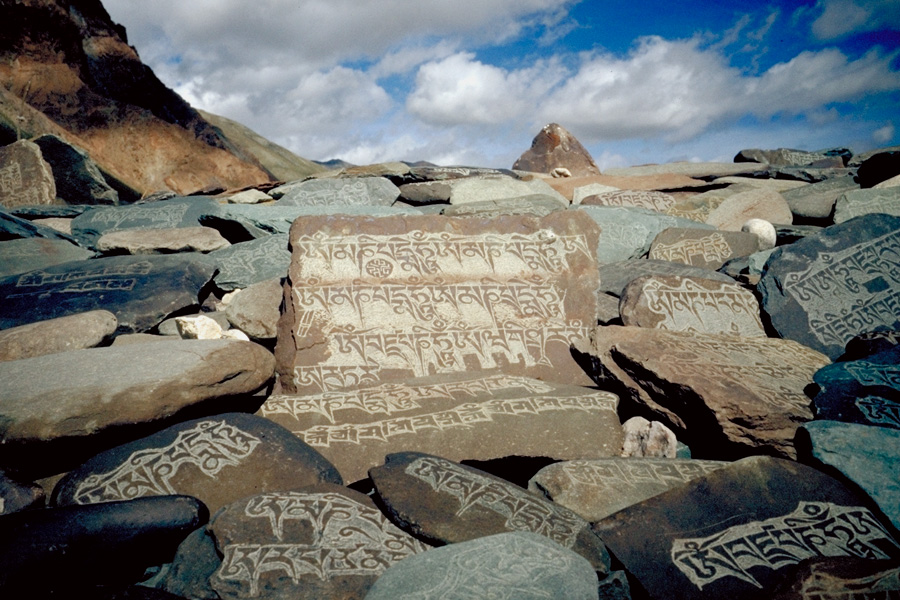
Камінь Мані у Занскарі

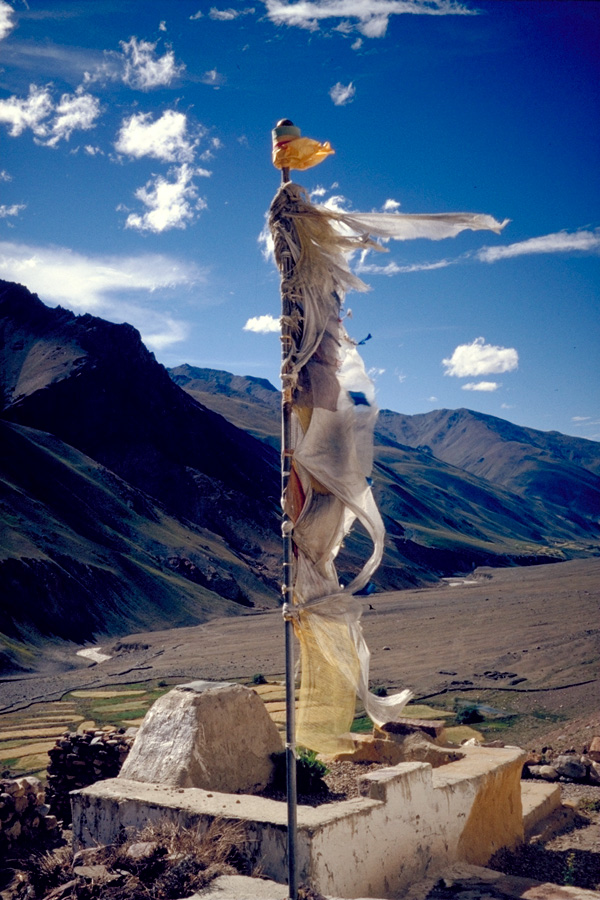
Прапори біля гомпи Танзе в Кургіакській долині. Вітер розносить молитви, написані на прапорах

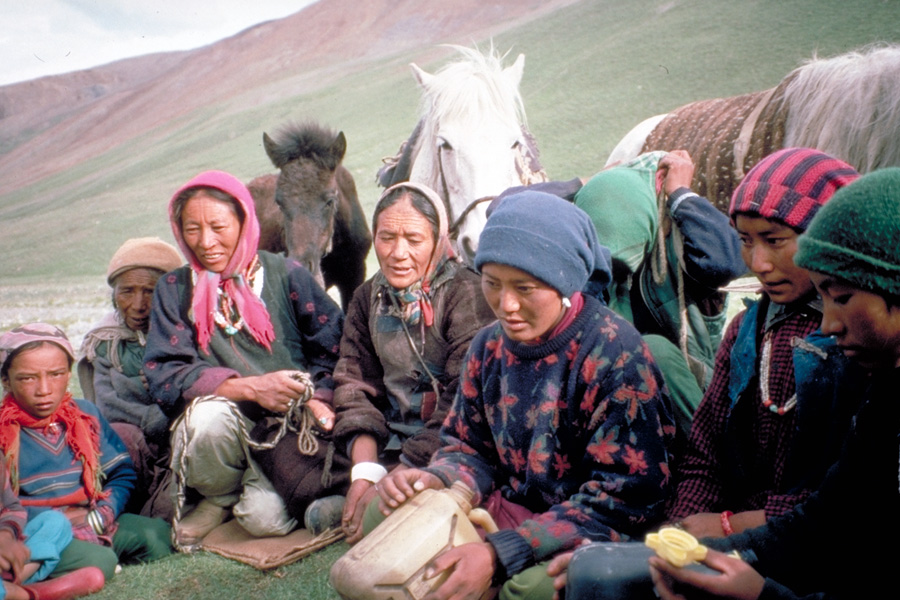
Місцеві діти та жінки

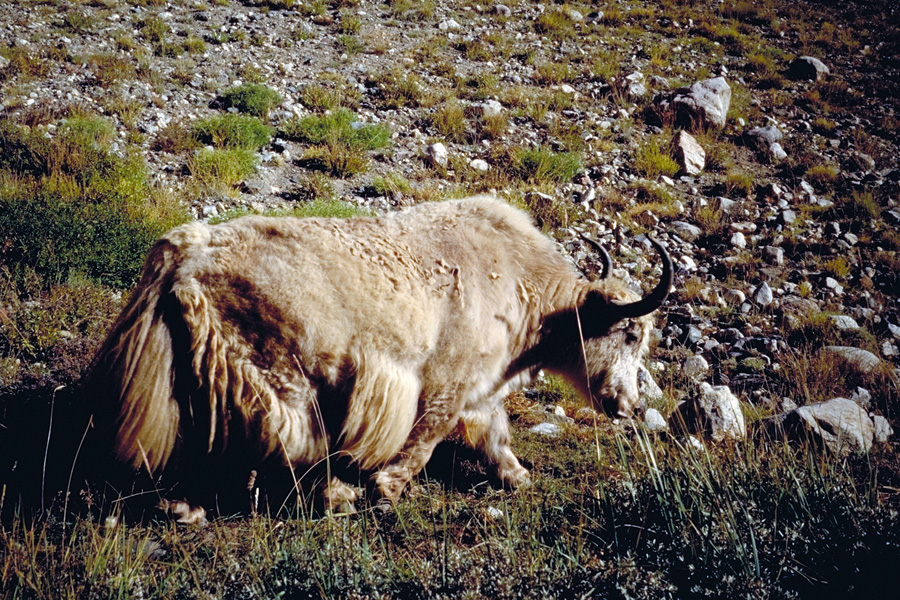
Білий як

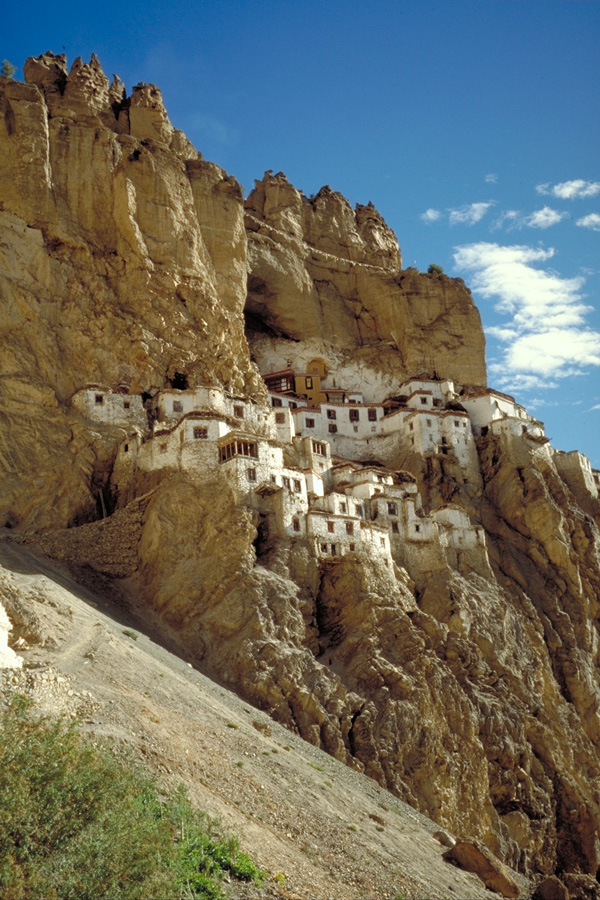
Фуктал у південно-східному Занскарі

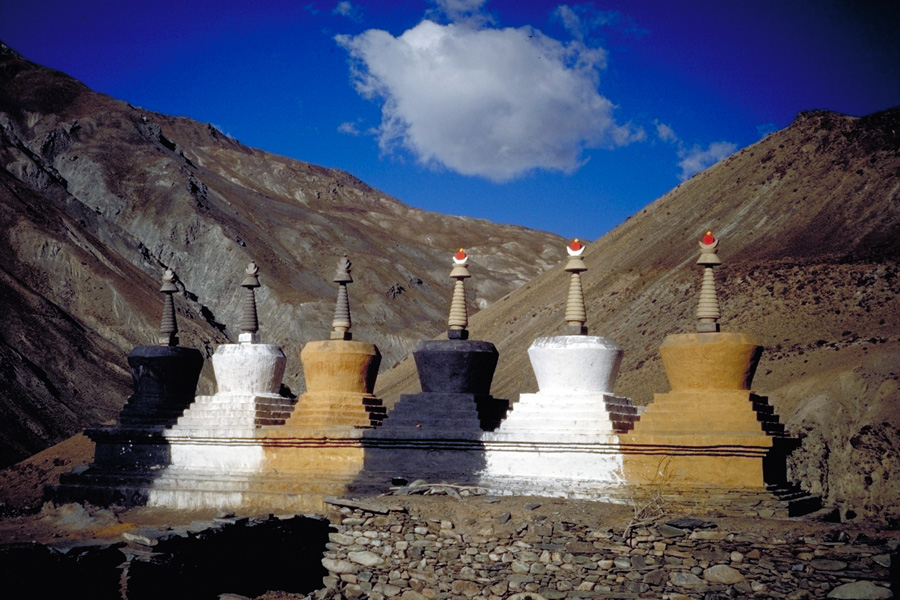
Ряд чортенів (ступ) біля села Пурне

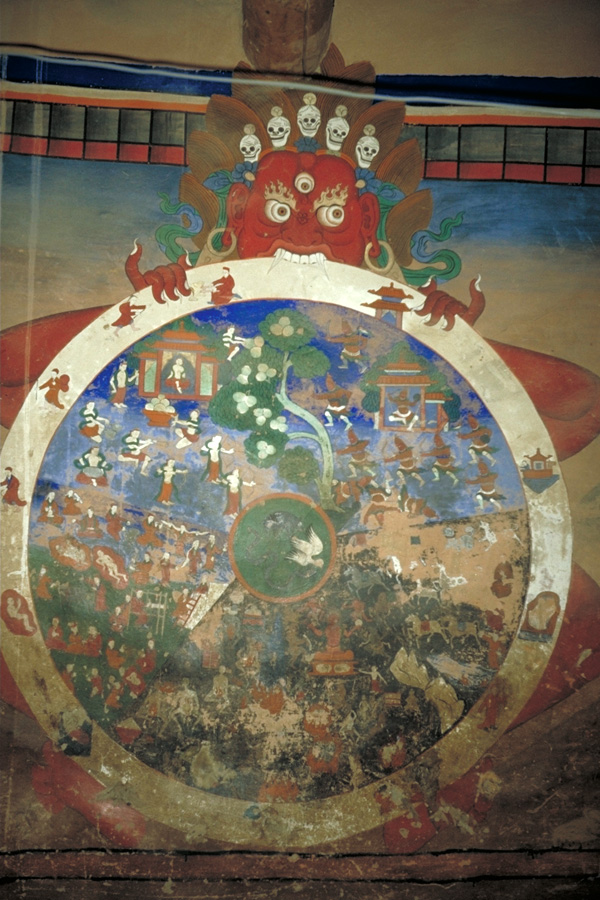
Фрески на стіні Бардан Гомпа, що представляють Колесо Життя

Занскар (ладакхі ཨནསར་, гінді जांसकर) — історична область та техсіл округу Каргіл. Центр — Падам.
Занскар, і навіть Ладакх, перебували у сфері впливу західнотибетського царства Гуге.
Занскарський хребет — гірський хребет, що відокремлює Занскар від Ладакху. Геологічно цей хребет — частина тетісу Гімалаїв, синкліналь 100-кілометрової ширини, сильна складчастість, нашарування, слабо-метаморфізовані осадові породи. Висота близько 6000 м. Східну частину називають Рупшу.

## Етимологія
Занскар згадується як «Зангскар» у наукових працях (антропологія). У старих географічних роботах та картах написано «Заскар». Етимологи (Snellgrove and Skorupsky, 1980) вважають, що назва пов'язана з покладами міді в регіоні, по-тибетськи «Зангс». Другий склад становить набагато більше труднощів: «Zangs-dkar» (біла мідь), «Zangs-mkhar» (мідний палац), або «Zangs-sKar» (мідна зірка). В інших дослідженнях зазначають: zan = мідь + skar = долина. Крук (1994) припускає походження від слова «Zan-mKhar» (палац їжі), тому що Занскар дуже родючий, як для посушливого Ладакху.
Деякі місцеві релігійні діячі, їх також цитують Снеллгрув і Скорупські (1980) і Крук (1994), виводять із «bZang-dKar», тобто «хороший» (чи прекрасний) та білий. «Хороший», оскільки Падумська долина трикутної форми, а трикутник символ Дхарми та релігії; «білий» належить до моральності та релігійності занскарців. Все одно, навіть якщо правильніше написання «Зангскар», більш уживаним вже тривалий час є «Занскар».

## Географія
Занскар займає понад 7000 км², висоти: 3500-7000 м. Складається із двох долин у притоках річки Занскар. Джерело річки Дода в Пенсі Ла (4400 м), і вона тече долиною на південний схід до Падума, столиці Занскару.
Другу гілку формують дві річки: Карг'яг, з витоком на Шинго Ла (5091 м), і Царап з витоком у Баралача Ла. Біля села Пурне вони зливаються в річку Лунгнак (іноді Лунгіті, Царап). Лунгнак тече на північний захід вузькою ущелиною в центральний Занскар (гзунг гхор), де при злитті з Додою утворюється сам Занскар: «Шинго Ла, головний шлях у Занскар із Лахаула, неприємний перевал. Він не найвищий, близько 17 000 футів, але убогий і брудний, йому не вистачає величі».
Занскар звідси тече на північний схід до Інду. Величезні гори оточують його зі Сходу. Південно-західний кінець відрога Гімалаїв ділить басейни Кіштвару та Чамби. На північному сході — Занскарський хребет, що відокремлює Занскар від Ладакху. Загалом Занскар — дуже замкнутий регіон і русло річки є головною дорогою в цих долинах.
Це пояснює важкодоступність Ладакху для зовнішнього проникнення. Через перевали та замерзлим руслом річки жителі зв'язувалися з іншими регіонами. Найпростіший шлях — через Каргіл у долину Суру та на Пенсі Ла. 1979 року за цим маршрутом і збудували дорогу. Шандор Чома де Кереші став першим тибетологом, який потрапив до Занскару 1823 року. 1947 року Занскар включено до Індії, але через війни закрито для відвідування до 1974 року. 1954 року тут знімали фільм про експедицію трьох домогосподарок у Ладакх.

## Історія
Перші пам'ятки людської цивілізації у Занскарі належать до бронзової доби. Петрогліфи, схоже, належали культурі степових мисливців, що жили в Азії між Казахстаном та Кітеєм. Гіпотетично, ці племена згодом стали відомими, як індоєвропейці мони (не плутати з бірманськими монами), вони заселили цей регіон і згодом їх підкорили нові хвилі індоєвропейців — дарди. Незабаром із Кашміру в Занскар прийшов буддизм, приблизно 200 року до н. е. Найраніші буддійські споруди сягають часів кушанів. У VII столітті тутешні князівства завоювала Тибетська імперія і в регіоні переміг Бон, хоча ймовірно, що він завжди був тутешньою релігією.
У VIII столітті в Тибеті стався буддійський переворот і до Занскару повернувся буддизм. У X—XI столітті Занскар став незалежним царством і царський дім фінансував будівництво монастирів Курча-Гомпа та Фуктал Гомпа. До XV століття Занскар був суверенним буддійським царством, але правили ним позмінно 2—4 царські доми. У XV столітті його завоював Ладакх. 1822 року Падум захопили війська Кулу, Лахаула та Кіннаура.
У середині XX століття прикордонні конфлікти між Індією, Пакистаном і Китаєм спричинили закриття Ладакху і Занскару для іноземців. У цих війнах Ладакх утратив дві третини початкової території, втративши Гілгіт-Балтистан і Аксай-Чин захоплений КНР. Ладакх і Занскар, попри постійні усобиці князів, зберегли культурну спадщину з VIII століття. Завдяки приєднанню до Індійського Союзу, Занскар і Ладакх не зазнали китайського завоювання та культурної революції, яка знищила старий Тибет. В останні двадцять років відкриття доріг та масовий приплив туристів і дослідників дуже змінили традиційну соціальну організацію Занскару. 2007 року долина постраждала від сарани, яка занапастила врожай. Уряд запропонував використати отрутохімікати, але буддисти відмовилися застосовувати їх. Щоб допомогти жителям, ченці Занскару влаштували вогняну пуджу (ритуал підношення). Так чи інакше, але 2008 року сарана полетіла зі Занскару.

## Населення
Занскар малонаселений, у квітні 2006 року тут налічувалося 13 849 осіб. Цей перепис проводили медичні служби, оскільки вони ретельно спостерігають за Занскаром. Приблизно 95 % населення дотримуються тибетського буддизму, інші — суніти, що переселилися в Падум у XIX столітті. Більшість занскарців мають змішане тибетсько-індоєвропейське походження; особливо чангпа, дарди та мони живуть у долині.
Люди живуть у маленьких селах, Падум із 700 мешканцями вважають містом. Села тиснуться до річки Занскар або її приток. Жителі долини звикли до ізоляції та жили на самозабезпеченні та самоврядуванні, до останнього часу це була цілком життєздатна автаркія, хоча жителі й купували у зовнішнього світу інструменти, коштовності, культові предмети.
Занскарці живуть сільським господарством, землеробством та скотарством. Родючих рівнин бракує і мешканці розорюють схили пагорбів терасами, іноді до висоти 4000 м. Ефективна система іригації призвела до величезного для такого клімату зростання сільськогосподарської продукції, але в замкнутому світі долини приріст населення століттями залишався нульовим. Занскарці жили в стані поліандрії і всі брати з однієї родини одружувалися з однією дівчиною і ставали сім'єю. Багато хто ставав буддійськими ченцями. Разом із дитячою смертністю, це спричиняло нульовий приріст.
Відгінне тваринництво вимагало гірських пасовищ, тому влітку багато жінок і дітей переселялися зі сіл у гори, де пасли худобу.

## Мова
Більшість занскарців розмовляє кількома мовами, серед яких дардські діалекти, гінді, діалекти тибетської мови. Багато хто знає англійську та використовують її для контактів із туристами.

## Релігія
Крім 300 сунітів, що живуть у Падумі (при населенні 700 осіб), решта занскарців — буддисти. Майже в кожному селі є буддійський храм, часто з давніми розписами і тхангками. Головну роль відіграють школи Друкпа Каг'ю, і її монастирі Сані Гомпа, Дзонґгул Гомпа, Стаґрімо і Бардан Гомпа — вони підтримують зв'язок із керівною Стакна Гомпа в долині Інду. Гелуг контролює Рангтун Гомпа, Курча-Гомпа, Стронгде та Фуктал Гомпа, ці монастирі підпорядковуються Нгарі Рінпоче, який живе в Лікір Гомпа в Ладаксі. Нгарі Рінпоче — нинішній молодший брат Далай-лами.

### Домашня худоба
Худоба, особливо яки, дуже важливі в Занскарі. На них орють землю, молотять зерно, перевозять до 200 кг вантажів, гній стає добривом, а після висушування — паливом. Занскарці п'ють яче молоко і їдять (рідко) м'ясо яків, хутро йде на одяг, килими, мотузки, покривала.

### Флора і фауна
Густа рослинність у Занскарі зустрічається переважно в нижній частині долини і складається зі сосен та тундрової рослинності. Вражають луки, вкриті тисячами едельвейсів. Біля підніжжя хребта Гумбок Ранджан ростуть блакитні квіти. В низовинах фермери вирощують ячмінь, сочевицю і картоплю, а також абрикоси. Домашні тварини: яки, хайнаки, вівці, коні, та собаки.
Дикі тварини: бабаки, ведмеді, вовки, ірбіс, кіанг, нахур, альпійський козел, дикі вівці та кози, ягнятник.

### Клімат
Занскар лежить у західній частині Гімалаїв і відрізняється напівпустельністю та великими висотами. Більшість мусонів не проходять у Занскар та Ладакх через гірські хребти, Як наслідок, літо тепле та сухе. Дощів та снігопадів цього сезону майже немає, хоча за останні десятиліття[коли?] кількість опадів побільшала. Колись у Занскарі будували водяні млини, але річки стали повноводнішими і тепер там, де вони стояли, розлилася річка. Занскарські будинки добре збудовані, але дахи виявилися нездатними впоратися зі зростанням опадів, що спонукало мешканців ужити заходів. Взимку випадає дуже багато снігу, що важливо: хоча сніги й заважають сполученню долини з іншими, накопичуючись у горах, вони тануть влітку і долина зрошується водою. Деякі частини долини настільки холодні, що можуть претендувати на рекорд серед постійно заселених регіонів.